# Volta a San Juan de 2020
A 38.ª edição da competição ciclista Volta a San Juan (chamado oficialmente: Vuelta Ciclista a la Provincia de San Juan) foi uma carreira de ciclismo de estrada por etapas que se celebrou entre 26 de janeiro e 2 de fevereiro de 2020 na Província de San Juan, Argentina, sobre um percurso de 1005,2 quilómetros.
A carreira fez parte do UCI ProSeries de 2020, calendário ciclístico mundial de segunda divisão, dentro da categoria UCI 2.pro. O vencedor final foi o belga Remco Evenepoel da Deceuninck-Quick Step. Completaram o pódio, como segundo e terceiro classificado respectivamente, o italiano Filippo Ganna da selecção nacional da Itália e o espanhol Óscar Sevilla da Medellín.

## Equipas participantes
Tomaram parte na carreira 27 equipas: 6 de categoria UCI WorldTeam convidados pela organização, 5 de categoria UCI ProTeam, 9 de categoria Continental e 7 selecções nacionais. Formaram assim um pelotão de 168 ciclistas dos que acabaram 155. As equipas participantes foram:
| Equipes WorldTeam (6)- Bora-Hansgrohe - Deceuninck-Quick Step - Movistar Team - Israel Start-Up Nation - UAE Team Emirates - Cofidis Equipes ProTeam (5)- Androni Giocattoli-Sidermec - Bardiani CSF Faizanè - Vini Zabù-KTM - Rally Cycling - Euskaltel-Euskadi Equipes Continentais (9)- Medellín - Colombia Tierra de Atletas-GW Bicicletas - Agrupación Virgen de Fátima-SaddleDrunk - Municipalidad de Pocito - Municipalidad de Rawson - Sindicato de Empleados Públicos de San Juan - Transportes Puertas de Cuyo - Tavira - Amore & Vita-Prodir Equipes nacionais (7)- Itália - Argentina - Rússia - Panamá - Venezuela - Brasil - Peru |
| |

## Percorrido
A Volta a San Juan dispôs de sete etapas (incluindo uma dia de descanso) dividido em três etapas planas, duas em media montanha, uma etapa de montanha, e uma contrarrelógio individual para um percurso total de 1005,2 quilómetros.
| Etapa | Data          | Percurso                                      | type                      | Distância (km) | Vencedor            | Líder geral      |
| ----- | ------------- | --------------------------------------------- | ------------------------- | -------------- | ------------------- | ---------------- |
| 1     | 26 jan.       | San Juan – San Juan                           | etapa escarpada           | 168            | Rudy Barbier        | Rudy Barbier     |
| 2     | 27 jan.       | Pocito (departamento) – Pocito (departamento) | etapa plana               | 168,7          | Fernando Gaviria    | Fernando Gaviria |
| 3     | 28 jan.       | Villa Ibáñez – Punta Negra Dam                | contrarrelógio individual | 15,2           | Remco Evenepoel     | Remco Evenepoel  |
| 4     | 29 jan.       | San José de Jáchal – Villa San Agustín        | média montanha            | 189            | Fernando Gaviria    | Remco Evenepoel  |
|       | 30 de janeiro | Dia de descanso                               | Dia de descanso           |                |                     |                  |
| 5     | 31 jan.       | Villa San Martín – Alto Colorado              | alta montanha             | 169,5          | Miguel Flórez López | Remco Evenepoel  |
| 6     | 1 fev.        | San Juan – Circuito San Juan Villicum         | etapa plana               | 155            | Zdeněk Štybar       | Remco Evenepoel  |
| 7     | 2 fev.        | San Juan – San Juan                           | etapa plana               | 141,3          | Fernando Gaviria    | Remco Evenepoel  |

## Desenvolvimento da carreira

### 1.ª etapa
| San Juan - San Juan | etapa escarpada | (168 km) |

| \| Classificação por etapas \| Classificação por etapas \| Classificação por etapas \| Classificação por etapas \| Classificação por etapas \| \| Ciclista \| Ciclista \| Equipe \| Tempo \| \| \| ------------------------ \| ------------------------ \| --------------------------- \| ------------------------ \| ------------------------ \| \| 1. \| Rudy Barbier \| Israel Start-Up Nation \| 3h45m14s \| \| \| 2. \| Manuel Belletti \| Androni Giocattoli-Sidermec \| + 0s \| \| \| 3. \| Tomás Contte \| Municipalidad de Pocito \| + 0s \| \| \| 4. \| Juan Sebastián Molano \| UAE Team Emirates \| + 0s \| \| \| 5. \| Álvaro Hodeg \| Deceuninck-Quick Step \| + 0s \| \| \| 6. \| Peter Sagan \| Bora-Hansgrohe \| + 0s \| \| \| 7. \| Roman Maikin \| Rússia \| + 0s \| \| \| 8. \| Luca Wackermann \| Vini Zabù-KTM \| + 0s \| \| \| 9. \| Fernando Gaviria \| UAE Team Emirates \| + 0s \| \| \| 10. \| Cyril Lemoine \| Cofidis \| + 0s \| \| |                       |                             |          |
| |                       |                             |          |
| Fonte: ProCyclingStats |                       |                             |          |
| Classificação por etapas |                       |                             |          |
| Ciclista | Ciclista              | Equipe                      | Tempo    |
| 1. | Rudy Barbier          | Israel Start-Up Nation      | 3h45m14s |
| 2. | Manuel Belletti       | Androni Giocattoli-Sidermec | + 0s     |
| 3. | Tomás Contte          | Municipalidad de Pocito     | + 0s     |
| 4. | Juan Sebastián Molano | UAE Team Emirates           | + 0s     |
| 5. | Álvaro Hodeg          | Deceuninck-Quick Step       | + 0s     |
| 6. | Peter Sagan           | Bora-Hansgrohe              | + 0s     |
| 7. | Roman Maikin          | Rússia                      | + 0s     |
| 8. | Luca Wackermann       | Vini Zabù-KTM               | + 0s     |
| 9. | Fernando Gaviria      | UAE Team Emirates           | + 0s     |
| 10. | Cyril Lemoine         | Cofidis                     | + 0s     |

| \| Classificação geral \| Classificação geral \| Classificação geral \| Classificação geral \| Classificação geral \| \| Ciclista \| Ciclista \| Equipe \| Tempo \| \| \| ------------------- \| --------------------- \| --------------------------- \| ------------------- \| ------------------- \| \| 1. \| Rudy Barbier \| Israel Start-Up Nation \| 3h45m14s \| \| \| 2. \| Manuel Belletti \| Androni Giocattoli-Sidermec \| + 4s \| \| \| 3. \| Tomás Contte \| Municipalidad de Pocito \| + 6s \| \| \| 4. \| Juan Sebastián Molano \| UAE Team Emirates \| + 10s \| \| \| 5. \| Álvaro Hodeg \| Deceuninck-Quick Step \| + 10s \| \| \| 6. \| Peter Sagan \| Bora-Hansgrohe \| + 10s \| \| \| 7. \| Roman Maikin \| Rússia \| + 10s \| \| \| 8. \| Luca Wackermann \| Vini Zabù-KTM \| + 10s \| \| \| 9. \| Fernando Gaviria \| UAE Team Emirates \| + 10s \| \| \| 10. \| Cyril Lemoine \| Cofidis \| + 10s \| \| |                       |                             |          |
| |                       |                             |          |
| Fonte: ProCyclingStats |                       |                             |          |
| Classificação geral |                       |                             |          |
| Ciclista | Ciclista              | Equipe                      | Tempo    |
| 1. | Rudy Barbier          | Israel Start-Up Nation      | 3h45m14s |
| 2. | Manuel Belletti       | Androni Giocattoli-Sidermec | + 4s     |
| 3. | Tomás Contte          | Municipalidad de Pocito     | + 6s     |
| 4. | Juan Sebastián Molano | UAE Team Emirates           | + 10s    |
| 5. | Álvaro Hodeg          | Deceuninck-Quick Step       | + 10s    |
| 6. | Peter Sagan           | Bora-Hansgrohe              | + 10s    |
| 7. | Roman Maikin          | Rússia                      | + 10s    |
| 8. | Luca Wackermann       | Vini Zabù-KTM               | + 10s    |
| 9. | Fernando Gaviria      | UAE Team Emirates           | + 10s    |
| 10. | Cyril Lemoine         | Cofidis                     | + 10s    |

### 2.ª etapa
| Pocito (departamento) - Pocito (departamento) | etapa plana | (168,7 km) |

| \| Classificação por etapas \| Classificação por etapas \| Classificação por etapas \| Classificação por etapas \| Classificação por etapas \| \| Ciclista \| Ciclista \| Equipe \| Tempo \| \| \| ------------------------ \| ------------------------ \| --------------------------------------- \| ------------------------ \| ------------------------ \| \| 1. \| Fernando Gaviria \| UAE Team Emirates \| 3h30m06s \| \| \| 2. \| Nicolás Naranjo \| Agrupación Virgen de Fátima-SaddleDrunk \| + 0s \| \| \| 3. \| Marco Benfatto \| Bardiani CSF Faizanè \| + 0s \| \| \| 4. \| Piet Allegaert \| Cofidis \| + 0s \| \| \| 5. \| Peter Sagan \| Bora-Hansgrohe \| + 0s \| \| \| 6. \| Travis McCabe \| Israel Start-Up Nation \| + 0s \| \| \| 7. \| Mauro Richeze \| Transporte Puertas de Cuyo \| + 0s \| \| \| 8. \| César Martingil \| Atum General-Tavira-Maria Nova Hotel \| + 0s \| \| \| 9. \| Bert Van Lerberghe \| Deceuninck-Quick Step \| + 0s \| \| \| 10. \| Álvaro Hodeg \| Deceuninck-Quick Step \| + 0s \| \| |                    |                                         |          |
| |                    |                                         |          |
| Fonte: ProCyclingStats |                    |                                         |          |
| Classificação por etapas |                    |                                         |          |
| Ciclista | Ciclista           | Equipe                                  | Tempo    |
| 1. | Fernando Gaviria   | UAE Team Emirates                       | 3h30m06s |
| 2. | Nicolás Naranjo    | Agrupación Virgen de Fátima-SaddleDrunk | + 0s     |
| 3. | Marco Benfatto     | Bardiani CSF Faizanè                    | + 0s     |
| 4. | Piet Allegaert     | Cofidis                                 | + 0s     |
| 5. | Peter Sagan        | Bora-Hansgrohe                          | + 0s     |
| 6. | Travis McCabe      | Israel Start-Up Nation                  | + 0s     |
| 7. | Mauro Richeze      | Transporte Puertas de Cuyo              | + 0s     |
| 8. | César Martingil    | Atum General-Tavira-Maria Nova Hotel    | + 0s     |
| 9. | Bert Van Lerberghe | Deceuninck-Quick Step                   | + 0s     |
| 10. | Álvaro Hodeg       | Deceuninck-Quick Step                   | + 0s     |

| \| Classificação geral \| Classificação geral \| Classificação geral \| Classificação geral \| Classificação geral \| \| Ciclista \| Ciclista \| Equipe \| Tempo \| \| \| ------------------- \| ------------------- \| --------------------------------------- \| ------------------- \| ------------------- \| \| 1. \| Fernando Gaviria \| UAE Team Emirates \| 7h15m10s \| \| \| 2. \| Rudy Barbier \| Israel Start-Up Nation \| + 0s \| \| \| 3. \| Manuel Belletti \| Androni Giocattoli-Sidermec \| + 4s \| \| \| 4. \| Nicolás Naranjo \| Agrupación Virgen de Fátima-SaddleDrunk \| + 4s \| \| \| 5. \| Tomás Contte \| Municipalidad de Pocito \| + 6s \| \| \| 6. \| Marco Benfatto \| Bardiani CSF Faizanè \| + 6s \| \| \| 7. \| Christofer Jurado \| Panamá \| + 9s \| \| \| 8. \| Peter Sagan \| Bora-Hansgrohe \| + 10s \| \| \| 9. \| Álvaro Hodeg \| Deceuninck-Quick Step \| + 10s \| \| \| 10. \| Travis McCabe \| Israel Start-Up Nation \| + 10s \| \| |                   |                                         |          |
| |                   |                                         |          |
| Fonte: ProCyclingStats |                   |                                         |          |
| Classificação geral |                   |                                         |          |
| Ciclista | Ciclista          | Equipe                                  | Tempo    |
| 1. | Fernando Gaviria  | UAE Team Emirates                       | 7h15m10s |
| 2. | Rudy Barbier      | Israel Start-Up Nation                  | + 0s     |
| 3. | Manuel Belletti   | Androni Giocattoli-Sidermec             | + 4s     |
| 4. | Nicolás Naranjo   | Agrupación Virgen de Fátima-SaddleDrunk | + 4s     |
| 5. | Tomás Contte      | Municipalidad de Pocito                 | + 6s     |
| 6. | Marco Benfatto    | Bardiani CSF Faizanè                    | + 6s     |
| 7. | Christofer Jurado | Panamá                                  | + 9s     |
| 8. | Peter Sagan       | Bora-Hansgrohe                          | + 10s    |
| 9. | Álvaro Hodeg      | Deceuninck-Quick Step                   | + 10s    |
| 10. | Travis McCabe     | Israel Start-Up Nation                  | + 10s    |

### 3.ª etapa
| Villa Ibáñez - Punta Negra Dam | contrarrelógio individual | (15,2 km) |

| \| Classificação por etapas \| Classificação por etapas \| Classificação por etapas \| Classificação por etapas \| Classificação por etapas \| \| Ciclista \| Ciclista \| Equipe \| Tempo \| \| \| ------------------------ \| ------------------------ \| ------------------------ \| ------------------------ \| ------------------------ \| \| 1. \| Remco Evenepoel \| Deceuninck-Quick Step \| 19m16s \| \| \| 2. \| Filippo Ganna \| Itália \| + 32s \| \| \| 3. \| Óscar Sevilla \| Medellín \| + 1m08s \| \| \| 4. \| Nelson Oliveira \| Movistar Team \| + 1m25s \| \| \| 5. \| Brandon McNulty \| UAE Team Emirates \| + 1m26s \| \| \| 6. \| Maciej Bodnar \| Bora-Hansgrohe \| + 1m27s \| \| \| 7. \| Alexander Evtushenko \| Rússia \| + 1m28s \| \| \| 8. \| Colin Joyce \| Rally Cycling \| + 1m40s \| \| \| 9. \| Matteo Fabbro \| Bora-Hansgrohe \| + 1m41s \| \| \| 10. \| Gavin Mannion \| Rally Cycling \| + 1m43s \| \| |                      |                       |         |
| |                      |                       |         |
| Fonte: ProCyclingStats |                      |                       |         |
| Classificação por etapas |                      |                       |         |
| Ciclista | Ciclista             | Equipe                | Tempo   |
| 1. | Remco Evenepoel      | Deceuninck-Quick Step | 19m16s  |
| 2. | Filippo Ganna        | Itália                | + 32s   |
| 3. | Óscar Sevilla        | Medellín              | + 1m08s |
| 4. | Nelson Oliveira      | Movistar Team         | + 1m25s |
| 5. | Brandon McNulty      | UAE Team Emirates     | + 1m26s |
| 6. | Maciej Bodnar        | Bora-Hansgrohe        | + 1m27s |
| 7. | Alexander Evtushenko | Rússia                | + 1m28s |
| 8. | Colin Joyce          | Rally Cycling         | + 1m40s |
| 9. | Matteo Fabbro        | Bora-Hansgrohe        | + 1m41s |
| 10. | Gavin Mannion        | Rally Cycling         | + 1m43s |

| \| Classificação geral \| Classificação geral \| Classificação geral \| Classificação geral \| Classificação geral \| \| Ciclista \| Ciclista \| Equipe \| Tempo \| \| \| ------------------- \| -------------------- \| --------------------- \| ------------------- \| ------------------- \| \| 1. \| Remco Evenepoel \| Deceuninck-Quick Step \| 7h34m36s \| \| \| 2. \| Filippo Ganna \| Itália \| + 32s \| \| \| 3. \| Óscar Sevilla \| Medellín \| + 1m08s \| \| \| 4. \| Nelson Oliveira \| Movistar Team \| + 1m25s \| \| \| 5. \| Brandon McNulty \| UAE Team Emirates \| + 1m26s \| \| \| 6. \| Maciej Bodnar \| Bora-Hansgrohe \| + 1m27s \| \| \| 7. \| Alexander Evtushenko \| Rússia \| + 1m28s \| \| \| 8. \| Colin Joyce \| Rally Cycling \| + 1m40s \| \| \| 9. \| Matteo Fabbro \| Bora-Hansgrohe \| + 1m41s \| \| \| 10. \| Gavin Mannion \| Rally Cycling \| + 1m43s \| \| |                      |                       |          |
| |                      |                       |          |
| Fonte: ProCyclingStats |                      |                       |          |
| Classificação geral |                      |                       |          |
| Ciclista | Ciclista             | Equipe                | Tempo    |
| 1. | Remco Evenepoel      | Deceuninck-Quick Step | 7h34m36s |
| 2. | Filippo Ganna        | Itália                | + 32s    |
| 3. | Óscar Sevilla        | Medellín              | + 1m08s  |
| 4. | Nelson Oliveira      | Movistar Team         | + 1m25s  |
| 5. | Brandon McNulty      | UAE Team Emirates     | + 1m26s  |
| 6. | Maciej Bodnar        | Bora-Hansgrohe        | + 1m27s  |
| 7. | Alexander Evtushenko | Rússia                | + 1m28s  |
| 8. | Colin Joyce          | Rally Cycling         | + 1m40s  |
| 9. | Matteo Fabbro        | Bora-Hansgrohe        | + 1m41s  |
| 10. | Gavin Mannion        | Rally Cycling         | + 1m43s  |

### 4.ª etapa
| San José de Jáchal - Villa San Agustín | média montanha | (189 km) |

| \| Classificação por etapas \| Classificação por etapas \| Classificação por etapas \| Classificação por etapas \| Classificação por etapas \| \| Ciclista \| Ciclista \| Equipe \| Tempo \| \| \| ------------------------ \| ------------------------ \| --------------------------------------- \| ------------------------ \| ------------------------ \| \| 1. \| Fernando Gaviria \| UAE Team Emirates \| 2h54m26s \| \| \| 2. \| Rudy Barbier \| Israel Start-Up Nation \| + 0s \| \| \| 3. \| Álvaro Hodeg \| Deceuninck-Quick Step \| + 0s \| \| \| 4. \| Peter Sagan \| Bora-Hansgrohe \| + 0s \| \| \| 5. \| Piet Allegaert \| Cofidis \| + 0s \| \| \| 6. \| Bert Van Lerberghe \| Deceuninck-Quick Step \| + 0s \| \| \| 7. \| Marco Benfatto \| Bardiani CSF Faizanè \| + 0s \| \| \| 8. \| Manuel Belletti \| Androni Giocattoli-Sidermec \| + 0s \| \| \| 9. \| Nicolás Naranjo \| Agrupación Virgen de Fátima-SaddleDrunk \| + 0s \| \| \| 10. \| Maximiliano Richeze \| UAE Team Emirates \| + 0s \| \| |                     |                                         |          |
| |                     |                                         |          |
| Fonte: ProCyclingStats |                     |                                         |          |
| Classificação por etapas |                     |                                         |          |
| Ciclista | Ciclista            | Equipe                                  | Tempo    |
| 1. | Fernando Gaviria    | UAE Team Emirates                       | 2h54m26s |
| 2. | Rudy Barbier        | Israel Start-Up Nation                  | + 0s     |
| 3. | Álvaro Hodeg        | Deceuninck-Quick Step                   | + 0s     |
| 4. | Peter Sagan         | Bora-Hansgrohe                          | + 0s     |
| 5. | Piet Allegaert      | Cofidis                                 | + 0s     |
| 6. | Bert Van Lerberghe  | Deceuninck-Quick Step                   | + 0s     |
| 7. | Marco Benfatto      | Bardiani CSF Faizanè                    | + 0s     |
| 8. | Manuel Belletti     | Androni Giocattoli-Sidermec             | + 0s     |
| 9. | Nicolás Naranjo     | Agrupación Virgen de Fátima-SaddleDrunk | + 0s     |
| 10. | Maximiliano Richeze | UAE Team Emirates                       | + 0s     |

| \| Classificação geral \| Classificação geral \| Classificação geral \| Classificação geral \| Classificação geral \| \| Ciclista \| Ciclista \| Equipe \| Tempo \| \| \| ------------------- \| -------------------- \| --------------------- \| ------------------- \| ------------------- \| \| 1. \| Remco Evenepoel \| Deceuninck-Quick Step \| 11h42m28s \| \| \| 2. \| Filippo Ganna \| Team Ineos \| + 33s \| \| \| 3. \| Óscar Sevilla \| Medellín \| + 1m09s \| \| \| 4. \| Nelson Oliveira \| Movistar Team \| + 1m26s \| \| \| 5. \| Brandon McNulty \| UAE Team Emirates \| + 1m27s \| \| \| 6. \| Maciej Bodnar \| Bora-Hansgrohe \| + 1m28s \| \| \| 7. \| Alexander Evtushenko \| \| + 1m29s \| \| \| 8. \| Colin Joyce \| Rally Cycling \| + 1m41s \| \| \| 9. \| Matteo Fabbro \| Bora-Hansgrohe \| + 1m42s \| \| \| 10. \| Gavin Mannion \| Rally Cycling \| + 1m44s \| \| |                      |                       |           |
| |                      |                       |           |
| Fonte: ProCyclingStats |                      |                       |           |
| Classificação geral |                      |                       |           |
| Ciclista | Ciclista             | Equipe                | Tempo     |
| 1. | Remco Evenepoel      | Deceuninck-Quick Step | 11h42m28s |
| 2. | Filippo Ganna        | Team Ineos            | + 33s     |
| 3. | Óscar Sevilla        | Medellín              | + 1m09s   |
| 4. | Nelson Oliveira      | Movistar Team         | + 1m26s   |
| 5. | Brandon McNulty      | UAE Team Emirates     | + 1m27s   |
| 6. | Maciej Bodnar        | Bora-Hansgrohe        | + 1m28s   |
| 7. | Alexander Evtushenko |                       | + 1m29s   |
| 8. | Colin Joyce          | Rally Cycling         | + 1m41s   |
| 9. | Matteo Fabbro        | Bora-Hansgrohe        | + 1m42s   |
| 10. | Gavin Mannion        | Rally Cycling         | + 1m44s   |

### 5.ª etapa
| Villa San Martín - Alto Colorado | alta montanha | (169,5 km) |

| \| Classificação por etapas \| Classificação por etapas \| Classificação por etapas \| Classificação por etapas \| Classificação por etapas \| \| Ciclista \| Ciclista \| Equipe \| Tempo \| \| \| ------------------------ \| ------------------------ \| --------------------------------------- \| ------------------------ \| ------------------------ \| \| 1. \| Miguel Flórez López \| Androni Giocattoli-Sidermec \| 4h36m23s \| \| \| 2. \| Óscar Sevilla \| Medellín \| + 2s \| \| \| 3. \| Brandon McNulty \| UAE Team Emirates \| + 2s \| \| \| 4. \| Guillaume Martin \| Cofidis \| + 4s \| \| \| 5. \| Remco Evenepoel \| Deceuninck-Quick Step \| + 4s \| \| \| 6. \| Filippo Ganna \| Itália \| + 4s \| \| \| 7. \| Nicolás Paredes \| Medellín \| + 18s \| \| \| 8. \| Juan Melivilo \| Municipalidad de Pocito \| + 36s \| \| \| 9. \| Germán Tivani \| Agrupación Virgen de Fátima-SaddleDrunk \| + 36s \| \| \| 10. \| Nelson Oliveira \| Movistar Team \| + 1m05s \| \| |                     |                                         |          |
| |                     |                                         |          |
| Fonte: ProCyclingStats |                     |                                         |          |
| Classificação por etapas |                     |                                         |          |
| Ciclista | Ciclista            | Equipe                                  | Tempo    |
| 1. | Miguel Flórez López | Androni Giocattoli-Sidermec             | 4h36m23s |
| 2. | Óscar Sevilla       | Medellín                                | + 2s     |
| 3. | Brandon McNulty     | UAE Team Emirates                       | + 2s     |
| 4. | Guillaume Martin    | Cofidis                                 | + 4s     |
| 5. | Remco Evenepoel     | Deceuninck-Quick Step                   | + 4s     |
| 6. | Filippo Ganna       | Itália                                  | + 4s     |
| 7. | Nicolás Paredes     | Medellín                                | + 18s    |
| 8. | Juan Melivilo       | Municipalidad de Pocito                 | + 36s    |
| 9. | Germán Tivani       | Agrupación Virgen de Fátima-SaddleDrunk | + 36s    |
| 10. | Nelson Oliveira     | Movistar Team                           | + 1m05s  |

| \| Classificação geral \| Classificação geral \| Classificação geral \| Classificação geral \| Classificação geral \| \| Ciclista \| Ciclista \| Equipe \| Tempo \| \| \| ------------------- \| ------------------- \| ------------------------------------------- \| ------------------- \| ------------------- \| \| 1. \| Remco Evenepoel \| Deceuninck-Quick Step \| 16h19m05s \| \| \| 2. \| Filippo Ganna \| Itália \| + 33s \| \| \| 3. \| Óscar Sevilla \| Medellín \| + 1m01s \| \| \| 4. \| Brandon McNulty \| UAE Team Emirates \| + 1m21s \| \| \| 5. \| Miguel Flórez López \| Androni Giocattoli-Sidermec \| + 2m11s \| \| \| 6. \| Nelson Oliveira \| Movistar Team \| + 2m27s \| \| \| 7. \| Guillaume Martin \| Cofidis \| + 2m28s \| \| \| 8. \| Nicolás Paredes \| Medellín \| + 2m36s \| \| \| 9. \| Gavin Mannion \| Rally Cycling \| + 2m53s \| \| \| 10. \| Juan Pablo Dotti \| Sindicato de Empleados Públicos de San Juan \| + 3m05s \| \| |                     |                                             |           |
| |                     |                                             |           |
| Fonte: ProCyclingStats |                     |                                             |           |
| Classificação geral |                     |                                             |           |
| Ciclista | Ciclista            | Equipe                                      | Tempo     |
| 1. | Remco Evenepoel     | Deceuninck-Quick Step                       | 16h19m05s |
| 2. | Filippo Ganna       | Itália                                      | + 33s     |
| 3. | Óscar Sevilla       | Medellín                                    | + 1m01s   |
| 4. | Brandon McNulty     | UAE Team Emirates                           | + 1m21s   |
| 5. | Miguel Flórez López | Androni Giocattoli-Sidermec                 | + 2m11s   |
| 6. | Nelson Oliveira     | Movistar Team                               | + 2m27s   |
| 7. | Guillaume Martin    | Cofidis                                     | + 2m28s   |
| 8. | Nicolás Paredes     | Medellín                                    | + 2m36s   |
| 9. | Gavin Mannion       | Rally Cycling                               | + 2m53s   |
| 10. | Juan Pablo Dotti    | Sindicato de Empleados Públicos de San Juan | + 3m05s   |

### 6.ª etapa
| San Juan - Circuito San Juan Villicum | etapa plana | (155 km) |

| \| Classificação por etapas \| Classificação por etapas \| Classificação por etapas \| Classificação por etapas \| Classificação por etapas \| \| Ciclista \| Ciclista \| Equipe \| Tempo \| \| \| ------------------------ \| ------------------------ \| ---------------------------------------- \| ------------------------ \| ------------------------ \| \| 1. \| Zdeněk Štybar \| Deceuninck-Quick Step \| 3h56m51s \| \| \| 2. \| Juan Sebastián Molano \| UAE Team Emirates \| + 0s \| \| \| 3. \| Rudy Barbier \| Israel Start-Up Nation \| + 0s \| \| \| 4. \| Manuel Belletti \| Androni Giocattoli-Sidermec \| + 0s \| \| \| 5. \| Daniel Oss \| Bora-Hansgrohe \| + 0s \| \| \| 6. \| Peter Sagan \| Bora-Hansgrohe \| + 0s \| \| \| 7. \| Álvaro Hodeg \| Deceuninck-Quick Step \| + 0s \| \| \| 8. \| Nicolás Naranjo \| Agrupación Virgen de Fátima-SaddleDrunk \| + 0s \| \| \| 9. \| Nelson Soto \| Colombia Tierra de Atletas-GW Bicicletas \| + 0s \| \| \| 10. \| Colin Joyce \| Rally Cycling \| + 0s \| \| |                       |                                          |          |
| |                       |                                          |          |
| Fonte: ProCyclingStats |                       |                                          |          |
| Classificação por etapas |                       |                                          |          |
| Ciclista | Ciclista              | Equipe                                   | Tempo    |
| 1. | Zdeněk Štybar         | Deceuninck-Quick Step                    | 3h56m51s |
| 2. | Juan Sebastián Molano | UAE Team Emirates                        | + 0s     |
| 3. | Rudy Barbier          | Israel Start-Up Nation                   | + 0s     |
| 4. | Manuel Belletti       | Androni Giocattoli-Sidermec              | + 0s     |
| 5. | Daniel Oss            | Bora-Hansgrohe                           | + 0s     |
| 6. | Peter Sagan           | Bora-Hansgrohe                           | + 0s     |
| 7. | Álvaro Hodeg          | Deceuninck-Quick Step                    | + 0s     |
| 8. | Nicolás Naranjo       | Agrupación Virgen de Fátima-SaddleDrunk  | + 0s     |
| 9. | Nelson Soto           | Colombia Tierra de Atletas-GW Bicicletas | + 0s     |
| 10. | Colin Joyce           | Rally Cycling                            | + 0s     |

| \| Classificação geral \| Classificação geral \| Classificação geral \| Classificação geral \| Classificação geral \| \| Ciclista \| Ciclista \| Equipe \| Tempo \| \| \| ------------------- \| ------------------- \| ------------------------------------------- \| ------------------- \| ------------------- \| \| 1. \| Remco Evenepoel \| Deceuninck-Quick Step \| 20h15m56s \| \| \| 2. \| Filippo Ganna \| Itália \| + 33s \| \| \| 3. \| Óscar Sevilla \| Medellín \| + 1m01s \| \| \| 4. \| Brandon McNulty \| UAE Team Emirates \| + 1m21s \| \| \| 5. \| Miguel Flórez López \| Androni Giocattoli-Sidermec \| + 2m11s \| \| \| 6. \| Nelson Oliveira \| Movistar Team \| + 2m27s \| \| \| 7. \| Guillaume Martin \| Cofidis \| + 2m28s \| \| \| 8. \| Nicolás Paredes \| Medellín \| + 2m36s \| \| \| 9. \| Gavin Mannion \| Rally Cycling \| + 2m53s \| \| \| 10. \| Juan Pablo Dotti \| Sindicato de Empleados Públicos de San Juan \| + 3m05s \| \| |                     |                                             |           |
| |                     |                                             |           |
| Fonte: ProCyclingStats |                     |                                             |           |
| Classificação geral |                     |                                             |           |
| Ciclista | Ciclista            | Equipe                                      | Tempo     |
| 1. | Remco Evenepoel     | Deceuninck-Quick Step                       | 20h15m56s |
| 2. | Filippo Ganna       | Itália                                      | + 33s     |
| 3. | Óscar Sevilla       | Medellín                                    | + 1m01s   |
| 4. | Brandon McNulty     | UAE Team Emirates                           | + 1m21s   |
| 5. | Miguel Flórez López | Androni Giocattoli-Sidermec                 | + 2m11s   |
| 6. | Nelson Oliveira     | Movistar Team                               | + 2m27s   |
| 7. | Guillaume Martin    | Cofidis                                     | + 2m28s   |
| 8. | Nicolás Paredes     | Medellín                                    | + 2m36s   |
| 9. | Gavin Mannion       | Rally Cycling                               | + 2m53s   |
| 10. | Juan Pablo Dotti    | Sindicato de Empleados Públicos de San Juan | + 3m05s   |

### 7.ª etapa
| San Juan - San Juan | etapa plana | (141,3 km) |

| \| Classificação por etapas \| Classificação por etapas \| Classificação por etapas \| Classificação por etapas \| Classificação por etapas \| \| Ciclista \| Ciclista \| Equipe \| Tempo \| \| \| ------------------------ \| ------------------------ \| ---------------------------------------- \| ------------------------ \| ------------------------ \| \| 1. \| Fernando Gaviria \| UAE Team Emirates \| 2h58m03s \| \| \| 2. \| Peter Sagan \| Bora-Hansgrohe \| + 0s \| \| \| 3. \| Álvaro Hodeg \| Deceuninck-Quick Step \| + 0s \| \| \| 4. \| Manuel Belletti \| Androni Giocattoli-Sidermec \| + 0s \| \| \| 5. \| Hugo Hofstetter \| Israel Start-Up Nation \| + 0s \| \| \| 6. \| Rudy Barbier \| Israel Start-Up Nation \| + 0s \| \| \| 7. \| Davide Appollonio \| Amore & Vita-Prodir \| + 0s \| \| \| 8. \| Sebastián Mora \| Movistar Team \| + 0s \| \| \| 9. \| Nelson Soto \| Colombia Tierra de Atletas-GW Bicicletas \| + 0s \| \| \| 10. \| Marco Benfatto \| Bardiani CSF Faizanè \| + 0s \| \| |                   |                                          |          |
| |                   |                                          |          |
| Fonte: ProCyclingStats |                   |                                          |          |
| Classificação por etapas |                   |                                          |          |
| Ciclista | Ciclista          | Equipe                                   | Tempo    |
| 1. | Fernando Gaviria  | UAE Team Emirates                        | 2h58m03s |
| 2. | Peter Sagan       | Bora-Hansgrohe                           | + 0s     |
| 3. | Álvaro Hodeg      | Deceuninck-Quick Step                    | + 0s     |
| 4. | Manuel Belletti   | Androni Giocattoli-Sidermec              | + 0s     |
| 5. | Hugo Hofstetter   | Israel Start-Up Nation                   | + 0s     |
| 6. | Rudy Barbier      | Israel Start-Up Nation                   | + 0s     |
| 7. | Davide Appollonio | Amore & Vita-Prodir                      | + 0s     |
| 8. | Sebastián Mora    | Movistar Team                            | + 0s     |
| 9. | Nelson Soto       | Colombia Tierra de Atletas-GW Bicicletas | + 0s     |
| 10. | Marco Benfatto    | Bardiani CSF Faizanè                     | + 0s     |

## Classificações finais
- As classificações finalizaram da seguinte forma:[5]

### Classificação geral
| \| Classificação geral \| Classificação geral \| Classificação geral \| Classificação geral \| Classificação geral \| \| Ciclista \| Ciclista \| Equipe \| Tempo \| \| \| ------------------- \| ------------------- \| ------------------------------------------- \| ------------------- \| ------------------- \| \| 1. \| Remco Evenepoel \| Deceuninck-Quick Step \| 23h13m59s \| \| \| 2. \| Filippo Ganna \| Itália \| + 33s \| \| \| 3. \| Óscar Sevilla \| Medellín \| + 1m01s \| \| \| 4. \| Brandon McNulty \| UAE Team Emirates \| + 1m21s \| \| \| 5. \| Miguel Flórez López \| Androni Giocattoli-Sidermec \| + 2m11s \| \| \| 6. \| Nelson Oliveira \| Movistar Team \| + 2m27s \| \| \| 7. \| Guillaume Martin \| Cofidis \| + 2m28s \| \| \| 8. \| Nicolás Paredes \| Medellín \| + 2m36s \| \| \| 9. \| Gavin Mannion \| Rally Cycling \| + 2m53s \| \| \| 10. \| Juan Pablo Dotti \| Sindicato de Empleados Públicos de San Juan \| + 3m05s \| \| \| 11. \| Germán Tivani \| Agrupación Virgen de Fátima-SaddleDrunk \| + 3m14s \| \| \| 12. \| Juan Melivilo \| Municipalidad de Pocito \| + 3m27s \| \| \| 13. \| Paweł Poljański \| Bora-Hansgrohe \| + 3m41s \| \| \| 14. \| Matteo Fabbro \| Bora-Hansgrohe \| + 4m00s \| \| \| 15. \| Simon Pellaud \| Androni Giocattoli-Sidermec \| + 4m24s \| \| |                     |                                             |           |
| |                     |                                             |           |
| Fonte: ProCyclingStats |                     |                                             |           |
| Classificação geral |                     |                                             |           |
| Ciclista | Ciclista            | Equipe                                      | Tempo     |
| 1. | Remco Evenepoel     | Deceuninck-Quick Step                       | 23h13m59s |
| 2. | Filippo Ganna       | Itália                                      | + 33s     |
| 3. | Óscar Sevilla       | Medellín                                    | + 1m01s   |
| 4. | Brandon McNulty     | UAE Team Emirates                           | + 1m21s   |
| 5. | Miguel Flórez López | Androni Giocattoli-Sidermec                 | + 2m11s   |
| 6. | Nelson Oliveira     | Movistar Team                               | + 2m27s   |
| 7. | Guillaume Martin    | Cofidis                                     | + 2m28s   |
| 8. | Nicolás Paredes     | Medellín                                    | + 2m36s   |
| 9. | Gavin Mannion       | Rally Cycling                               | + 2m53s   |
| 10. | Juan Pablo Dotti    | Sindicato de Empleados Públicos de San Juan | + 3m05s   |
| 11. | Germán Tivani       | Agrupación Virgen de Fátima-SaddleDrunk     | + 3m14s   |
| 12. | Juan Melivilo       | Municipalidad de Pocito                     | + 3m27s   |
| 13. | Paweł Poljański     | Bora-Hansgrohe                              | + 3m41s   |
| 14. | Matteo Fabbro       | Bora-Hansgrohe                              | + 4m00s   |
| 15. | Simon Pellaud       | Androni Giocattoli-Sidermec                 | + 4m24s   |

### Classificação da montanha
| Classificação da montanha | Classificação da montanha | Classificação da montanha                | Classificação da montanha | Classificação da montanha |
| Ciclista                  | Ciclista                  | Equipe                                   | Pontos                    |                           |
| ------------------------- | ------------------------- | ---------------------------------------- | ------------------------- | ------------------------- |
| 1.                        | Guillaume Martin          | Cofidis                                  | 22 pts                    |                           |
| 2.                        | Nicolás Paredes           | Medellín                                 | 20 pts                    |                           |
| 3.                        | Mattia Bais               | Androni Giocattoli-Sidermec              | 17 pts                    |                           |
| 4.                        | Gerardo Atencio           | Municipalidad de Pocito                  | 14 pts                    |                           |
| 5.                        | Brandon McNulty           | UAE Team Emirates                        | 13 pts                    |                           |
| 6.                        | Remco Evenepoel           | Deceuninck-Quick Step                    | 12 pts                    |                           |
| 7.                        | Óscar Sevilla             | Medellín                                 | 11 pts                    |                           |
| 8.                        | Nelson Soto               | Colombia Tierra de Atletas-GW Bicicletas | 11 pts                    |                           |
| 9.                        | Miguel Flórez López       | Androni Giocattoli-Sidermec              | 10 pts                    |                           |
| 10.                       | Francisco Montes          | Transporte Puertas de Cuyo               | 6 pts                     |                           |

### Classificação das metas volantes
| Classificação por velocidade | Classificação por velocidade | Classificação por velocidade            | Classificação por velocidade | Classificação por velocidade |
| Ciclista                     | Ciclista                     | Equipe                                  | Pontos                       |                              |
| ---------------------------- | ---------------------------- | --------------------------------------- | ---------------------------- | ---------------------------- |
| 1.                           | Daniel Juárez                | Agrupación Virgen de Fátima-SaddleDrunk | 17 pts                       |                              |
| 2.                           | Francisco Montes             | Argentina                               | 9 pts                        |                              |
| 3.                           | Juan Curuchet                | Argentina                               | 6 pts                        |                              |
| 4.                           | Agustín Fraysse              | Argentina                               | 6 pts                        |                              |
| 5.                           | Christofer Jurado            | Panamá                                  | 4 pts                        |                              |
| 6.                           | Emiliano Contreras           | Transporte Puertas de Cuyo              | 4 pts                        |                              |
| 7.                           | Leonardo Rodríguez           | Municipalidad de Rawson                 | 4 pts                        |                              |
| 8.                           | Zdeněk Štybar                | Deceuninck-Quick Step                   | 3 pts                        |                              |
| 9.                           | Robin Carpenter              | Rally Cycling                           | 3 pts                        |                              |
| 10.                          | Maximiliano Richeze          | UAE Team Emirates                       | 2 pts                        |                              |

### Classificação dos jovens
| Classificação dos jovens | Classificação dos jovens | Classificação dos jovens                 | Classificação dos jovens | Classificação dos jovens |
| Ciclista                 | Ciclista                 | Equipe                                   | Tempo                    |                          |
| ------------------------ | ------------------------ | ---------------------------------------- | ------------------------ | ------------------------ |
| 1.                       | Remco Evenepoel          | Deceuninck-Quick Step                    | 23h13m59s                |                          |
| 2.                       | Brandon McNulty          | UAE Team Emirates                        | + 1m21s                  |                          |
| 3.                       | Diego Camargo            | Colombia Tierra de Atletas-GW Bicicletas | + 4m53s                  |                          |
| 4.                       | Iñigo Elosegui           | Movistar Team                            | + 4m56s                  |                          |
| 5.                       | Vinícius Rangel          | Brasil                                   | + 5m45s                  |                          |
| 6.                       | Yeisson Casallas         | Colombia Tierra de Atletas-GW Bicicletas | + 7m42s                  |                          |
| 7.                       | Nehuén Bazán             | Argentina                                | + 8m31s                  |                          |
| 8.                       | Leonardo Finkler         | Brasil                                   | + 11m50s                 |                          |
| 9.                       | Tomás Contte             | Municipalidad de Pocito                  | + 25m08s                 |                          |
| 10.                      | Renzo Obando             | Argentina                                | + 29m38s                 |                          |

### Classificação por equipas
| Classificação por equipes | Classificação por equipes                | Classificação por equipes | Classificação por equipes |
| Equipe                    | Equipe                                   | Tempo                     |                           |
| ------------------------- | ---------------------------------------- | ------------------------- | ------------------------- |
| 1.                        | Movistar Team                            | 69h54m14s                 |                           |
| 2.                        | Medellín                                 | + 50s                     |                           |
| 3.                        | Cofidis                                  | + 1m17s                   |                           |
| 4.                        | Androni Giocattoli-Sidermec              | + 3m38s                   |                           |
| 5.                        | Bora-Hansgrohe                           | + 4m01s                   |                           |
| 6.                        | Colombia Tierra de Atletas-GW Bicicletas | + 4m10s                   |                           |
| 7.                        | Venezuela                                | + 6m09s                   |                           |
| 8.                        | Municipalidad de Pocito                  | + 7m15s                   |                           |
| 9.                        | Rally Cycling                            | + 7m35s                   |                           |
| 10.                       | Agrupación Virgen de Fátima-SaddleDrunk  | + 12m20s                  |                           |

## Evolução das classificações
| Etapa                 | Vencedor              | Classificação geral | Classificação da montanha | Classificação das metas volantes | Classificação dos jovens |
| --------------------- | --------------------- | ------------------- | ------------------------- | -------------------------------- | ------------------------ |
| 1.ª                   | Rudy Barbier          | Rudy Barbier        | Nicolás Paredes           | Daniel Juárez                    | Tomás Contte             |
| 2.ª                   | Fernando Gaviria      | Fernando Gaviria    | Nicolás Paredes           | Daniel Juárez                    | Tomás Contte             |
| 3.ª                   | Remco Evenepoel       | Remco Evenepoel     | Nicolás Paredes           | Daniel Juárez                    | Remco Evenepoel          |
| 4.ª                   | Fernando Gaviria      | Remco Evenepoel     | Nicolás Paredes           | Daniel Juárez                    | Remco Evenepoel          |
| 5.ª                   | Miguel Flórez López   | Remco Evenepoel     | Guillaume Martin          | Daniel Juárez                    | Remco Evenepoel          |
| 6.ª                   | Zdeněk Štybar         | Remco Evenepoel     | Guillaume Martin          | Daniel Juárez                    | Remco Evenepoel          |
| 7.ª                   | Fernando Gaviria      | Remco Evenepoel     | Guillaume Martin          | Daniel Juárez                    | Remco Evenepoel          |
| Classificações finais | Classificações finais | Remco Evenepoel     | Guillaume Martin          | Daniel Juárez                    | Remco Evenepoel          |

## UCI World Ranking
A Volta a San Juan outorgou pontos para o UCI World Ranking para corredores das equipas nas categorias UCI WorldTeam, UCI ProTeam e Continental. As seguintes tabelas são o barómetro de pontuação e os 10 corredores que obtiveram mais pontos:
| Posição             | 1.º | 2.º | 3.º | 4.º | 5.º | 6.º | 7.º | 8.º | 9.º | 10.º | 11.º | 12.º | 13.º | 14.º | 15.º | 16.º-30.º | 31.º-40.º |
| Classificação geral | 200 | 150 | 125 | 100 | 85  | 70  | 60  | 50  | 40  | 35   | 30   | 25   | 20   | 15   | 10   | 5         | 3         |
| Por etapa           | 20  | 10  | 5   |     |     |     |     |     |     |      |      |      |      |      |      |           |           |
| Líder               | 5   |     |     |     |     |     |     |     |     |      |      |      |      |      |      |           |           |

| Classificação |                     |                             |       |       |       |       |
| Posição       | Ciclista            | Equipa                      | Geral | Etapa | Líder | Total |
| ------------- | ------------------- | --------------------------- | ----- | ----- | ----- | ----- |
| 1.º           | Remco Evenepoel     | Deceuninck-Quick Step       | 200   | 20    | 20    | 240   |
| 2.º           | Filippo Ganna       | Selecção da Itália          | 150   | 10    | -     | 160   |
| 3.º           | Óscar Sevilla       | Medellín                    | 125   | 15    | -     | 140   |
| 4.º           | Brandon McNulty     | UAE Emirates                | 100   | 5     | -     | 105   |
| 5.º           | Miguel Flórez López | Androni Giocattoli-Sidermec | 85    | 20    | -     | 105   |
| 6.º           | Nelson Oliveira     | Movistar                    | 70    | -     | -     | 70    |
| 7.º           | Fernando Gaviria    | UAE Emirates                | -     | 60    | 5     | 65    |
| 8.º           | Guillaume Martin    | Cofidis, Solutions Crédits  | 60    | -     | -     | 60    |
| 9.º           | Nicolás Paredes     | Medellín                    | 50    | -     | -     | 50    |
| 10.º          | Gavin Mannion       | Rally                       | 40    | -     | -     | 40    |